# 朴憲永、李承燁間諜事件
朴憲永、李承燁間諜事件（朝鲜语：／）是在1952年至1953年期期間朝鮮政府指控朴憲永和李承燁等13名國內派官員替美國擔任間諜、意圖發動軍事政變推翻共和國和金日成的統治，以及阻止平壤統一朝鮮半島的案件。由於不公平的審判，13人全都認罪:97:131。最終，朴憲永和李承燁等10人被處死，其餘兩人被投進集中營。金日成隨後大幅肅清國內派成員，導致該派系徹底失勢，也間接觸發後來的八月宗派事件:155-156。
史學家大多質疑朴憲永和李承燁等人發動政變的真實性，並且相信僅為金日成清除政敵的手法:86。

## 背景

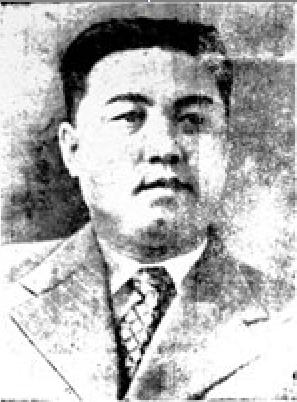
在蘇聯的支持下，金日成最終壓倒朴憲永，成為北韓的最高領導人。

1945年日本投降，第二次世界大戰結束，朝鮮半島脫離日本的統治並進入联合国託管時期。當時，半島被一分為二，蘇聯負責接管北部。1946年，蘇聯軍事政府成立北朝鮮人民委員會，不少信奉共產主義的朝鮮族人也在隨後的幾年間紛紛來投。當中，最有影響力的是游擊隊派首領金日成和國內派領袖朴憲永，兩派的對峙也從而形成。1948年，金日成被蘇聯認定為國家領導人，金日成和朴憲永二人分別擔任朝鮮勞動黨的正副委員長和朝鮮內閣的正副首相，游擊隊派在與國內派在鬥爭中取得首勝。
儘管如此，考慮到游擊隊派成員的教育水平較低，蘇聯不得不安排延安派、蘇聯派和國內派官員擔當要職:82。在首屆的中央委員會選舉中，游擊隊派也只是少數派，國內派取得大部份的議席。因此，游擊隊派在黨內的影響力還是有限:85。金日成也繼續視朴憲永和其心腹李承燁為政敵。
1950年，朝鮮勞動黨中央委員長金日成計劃通過戰爭統一朝鮮半島，這一點得到當時被委任為勞動黨副委員長的朴憲永同意。然而，兩者對於具體的方案卻有不同的見解。金日成認為是以軍事力量一舉佔領南朝鲜；朴憲永則主張在三八線一帶發起軍事衝突的同時，與漢城政府商討政治和解道路，並煽動南朝鲜人民起義，從而達到統一目的之餘，又不會被外國武力干涉。由於二人的提案代表著兩派各自的主張，故此誰提出的方案能協助朝鮮在戰爭中取勝終會奠定在黨內的地位。可是，隨著由國內派所屬的游擊隊節節敗退，金日成的方案最終被確立。同時，他又以「戰爭爆發後的特殊需要」為由獨攬了黨軍政大權。另一方面，為防其它派系趁機擴張，金日成先後在1950年至1951年期間肅清了延安派和蘇聯派，但考慮到這兩個派系背後得到中蘇兩國的支持，他並沒有進行大規模的清洗，而是僅除去兩派的領導人物—武亭和許歌誼 。
1952年，內戰已經到達尾聲，考慮到國內派成員的利用價值不再又缺乏外國的支援，金日成開始就除去該派系作出部署:92。在同年12月的五中全會，金日成發動了一長篇演說，內容為譴責以朴憲永為首的國內派要為朝鮮戰爭的失利及未能統一負上最大的責任，這也展開了肅清國內派的序幕:92-93。

## 被捕與審判
1953年初，朝鮮勞動黨官方報章《勞動新聞》突然指朴憲永和李承燁等人企圖發動軍事政變，但未能成功:130。及後，朝蘇文化協會中央委員會副委員長林和最先被捕，朴憲永和李承燁等則在同年的3月至4月期間被逮捕:93。
| 名字   | 圖像 | 職位                                     | 代表律師           | 判決     |
| ------ | ---- | ---------------------------------------- | ------------------ | -------- |
| 朴憲永 |      | 黨中央委員會副委員長 內閣副首相 外交部長 | 不允許使用代表律師 | 死刑     |
| 李承燁 |      | 黨中央政治局委員                         | 池永大             | 死刑     |
| 李源朝 |      | 宣傳鼓動部副委員長                       | 池永大             | 12年徒刑 |
| 薛貞植 |      | 朝鮮人民軍前線司令部文化官               | 池永大             | 死刑     |
| 林和   |      | 朝蘇文化協會中央委員會副委員長           | 池永大             | 死刑     |
| 白亨福 |      | 內務省幹部                               | 李學宏             | 死刑     |
| 尹淳達 |      | 聯絡部副部長                             | 李學宏             | 15年徒刑 |
| 趙一明 |      | 黨中央委員會委員                         | 李學宏             | 死刑     |
| 裴哲   |      | 聯絡部部長                               | 鄭英華             | 死刑     |
| 朴勝源 |      | 聯絡部副部長                             | 鄭英華             | 死刑     |
| 趙鏞福 |      | 黨檢閱委員會的上級檢察員                 | 鄭英華             | 死刑     |
| 李康國 |      | 商業部部長                               | 菊炳玉             | 死刑     |
| 孟鍾鎬 |      | 解放游擊隊第十連隊長                     | 菊炳玉             | 死刑     |

### 李承燁等12人的審判

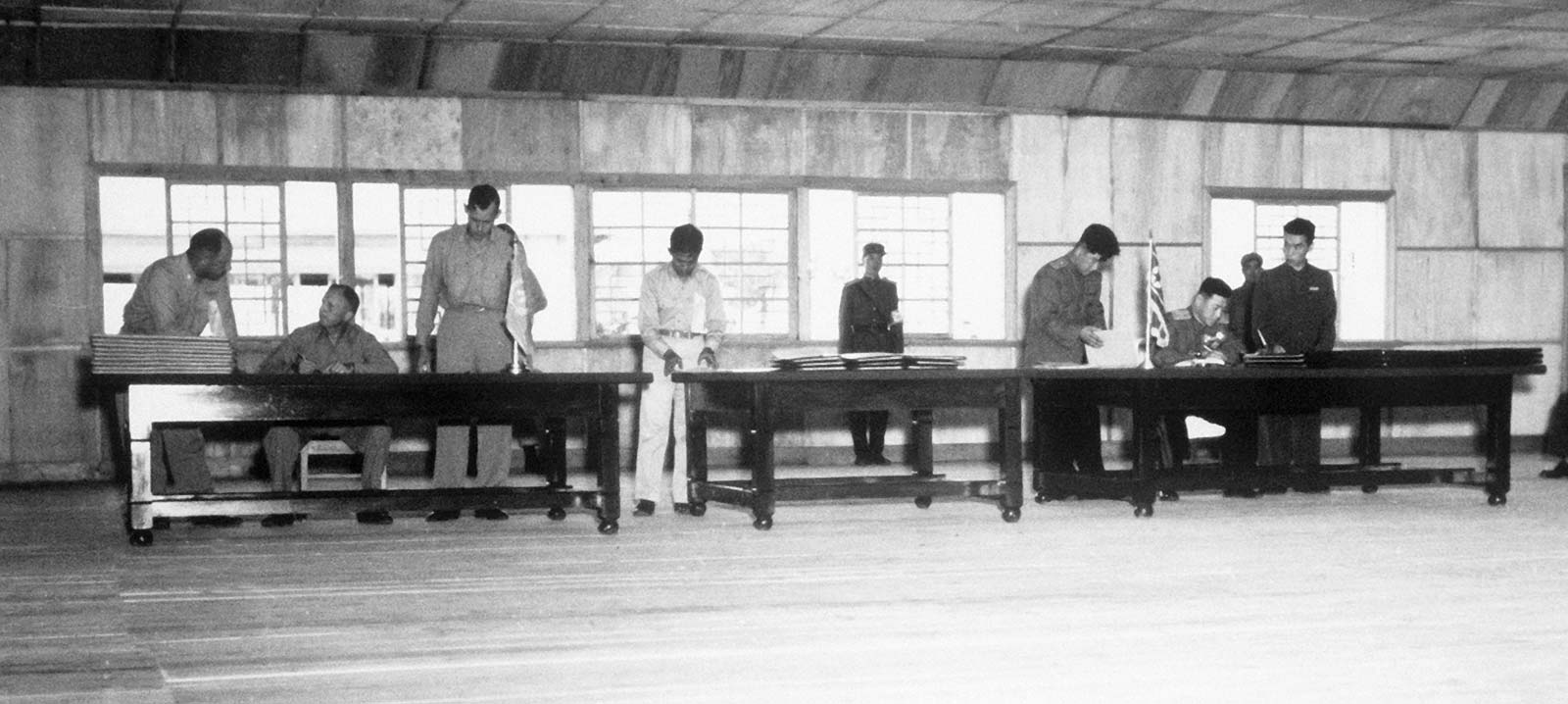
在朝鲜停戰協定訂定後的三日，李承燁等12人就被起訴違反叛國。

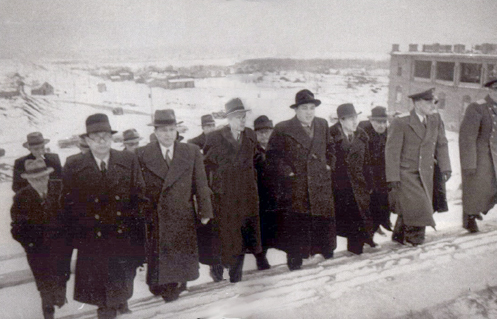
朝鲜人民軍副司令崔庸健（前排最左）是審理朴憲永案的主審法官。然而，崔庸健並未受過任何法律教育。

1953年7月30日，即朝鲜停戰協定簽署三日後，最高檢察所檢察長李松雪起訴除朴憲永外的12人違反朝鲜刑法的第25條—高級叛國罪，朴憲永則因不明的原因被延遲起訴。
同年8月3日，審判在平壤的朝鲜最高裁判所特別軍事法庭展開。據記載，負責主審此案的是最高法院院長金翊善，判審長由朴容淑擔任，檢察總長是金東學，檢察官為金允式和李昌鎬。此外，還有一名朴姓警衛當法庭書記 。同時，審判是以公開的形式進行，任何人包括外國記者在內均可進入法庭旁聽，《勞動新聞》也有報導此案:98。除朴憲永外，12名被告也獲准聘用由政府提供的代表律師:134。
在審判的首日，控方指控12名被告3項罪名，分別為替美國當間諜、意圖發動政變推翻共和國和金日成的統治，以及阻止平壤統一朝鲜半島 。其後，金翊善宣稱控方已完全掌握了他們的犯罪證據，故他警告「受盡全國人民咒罵的奸細李承燁和其黨羽」最好從實招來。
隨後的數日，控方傳召了13名證人，又陸續舉出李承燁等人的犯罪經過和其證據:134。案情指在1950年6月26日，當時身在南韓的李承燁在漢城與美國的政治顧問哈羅德·諾貝爾（Harold Noble）、駐韓國美軍司令約翰·里德·霍奇和教育學家霍雷斯·安德伍德（Horace Underwood）有過接觸，他們成功收買李承燁為間諜，並指示他與其同黨發動武裝政變:132。介時，美軍會在元山和安州市登陸:96。
隨後，朴憲永通過李承燁的口訊下策劃政變，他們暗地成立位於朝鮮邊境的金剛政治學院，並找來親信金應彬當院長，以培訓可靠的武裝份子。同時，為確保政變萬無一失，李承燁先在1951年9月通知聯絡部長裴哲發動政變的事宜，並要求他加以協助:129。翌年2月，李承燁又安排游擊隊第十連隊長孟鍾鎬把其部隊從淮陽郡遷至鄰近平壤的中和郡，以集結4000人起事:129。
同期，李承燁及其親信們在朴憲永的寓所會面，他們確定一旦政變成功後李承燁會成為新成立的朝鲜共產黨第一書記，朴憲永會出任首相，張時雨和朱寧河為副首相，內務相是朴勝源，外務相李康國，武力相金應彬，宣傳相由趙一明擔任，教育相林和，勞動相裴哲，商業相則為尹淳達 。此外，他們又決定會在1952年9月的首個星期發動政變。可是，政變最終被金日成洞悉而失敗。
12人全都承認控方的指控。期間，李康國更多次在庭上自稱為美帝的走狗:96。他們的代表律師非但沒有為當事人辯護或求情，而是替他們認罪:134。在8月6日，即審判的最後一天，李承燁的律師在結案陳詞中就指「儘管李承燁自稱為共產主義者，但他和其追隨者的所作所為卻是不折不扣的資本家」；其他的代表律師也有類似的言論，他們聲稱其當事人的出身不良，加上腐化的生活方式，令他們有反動的思想:97。
其後，李承燁等12人在自白時再次承認所有的控罪，並稱對自己的行為深感悔疚:95。李承燁在眾人面前感謝在這四天內主審法官給他暢所欲言的機會，又會坦然面對任何的處罰，因生與死對他來說已不再重要:95。李康國接著表示很高興祖國和人民給予他以死謝罪的機會:95。林和宣稱在受審前試圖自殺，理由是害怕在庭上被人們揭穿其醜陋的一面:96。
退庭商議後，陪審團認為12名被告的所有罪名都成立。金翊善隨即宣判李源朝和尹淳達被判12年和15年徒刑，其餘10人判處死刑。

### 朴憲永的審判
在李承燁等人受審期間，朴憲永一直遭軟禁 :100。1955年12月15日，即李承燁等人被提堂後的兩年零四個月，朴憲永才被起訴，他被控的罪名和李承燁等人相同，分別為替美國當間諜、意圖發動政變以及阻止平壤統一朝鮮半島。這次的審判同樣是在朝鮮最高裁判所特別軍事法庭進行，主審法官為崔庸健，控方律師是姜尚昊，由4個人組成的陪審團分別為金翊善、林海、方學世和趙誠模，這些人全都是金日成的心腹:134。同時，朴憲永也不獲准聘用代表律師:134。
而相比起之前對李承燁等人歷時4天的審訊，這次的審判從早上10時開審到晚上8時宣讀判決書歷時僅為8個小時。案情指，朴憲永早在1919年已充當美國的間諜，隨後又在1925年時向日本殖民地政府投誠，並暴露了共產黨的秘密，使得組織的領導幹部被捕:135。之後，美國政府指使他率領李康國等人從南韓潛入朝鮮政府，繼而在黨和政府內安排自己的羽翼，以向美方提供秘密情報:135。此後，他在出任外交部長時，又借職位之名離間盟國中國和蘇聯的關係:135。而在朝鮮戰爭期間，他一方面煽動好斗份子參與不必要的騷亂以消耗朝鮮人民軍的實力，另一方面又多次向美軍特務機關提供有關朝鮮方面的軍事情報，以使金日成無法統一朝鮮半島:135。另外，控方又指警方在查封朴憲永的寓所時發現了來路不明的87萬元朝幣和1600克黃金，足以證明他一直過著奢華的生活:135。同時，為了證明朴憲永的罪行，控方又找來了9名證人上庭:135。
對於控方的指控，朴憲永也一一承認:135。晚上，檢察長宣讀判決書，指被告犯下了嚴重的叛國罪，罪名成立，按刑法，應被判決死刑，全部的財產也被沒收:136。朴憲永其後再次承認一切罪行，並自稱為間諜的首領，故他願意承擔所有的罪責:136：
我在来到这里之前，就预感自己不可能活得下来了。（中略）正如你们所说，我曾是美帝间谍。但你们主张的美帝间谍和我主张的美帝间谍截然不同。我在南朝鲜的时候，不，在很久以前就和美国人有交情了。但这是为了祖国解放、独立统一，绝不是间谍行为。（中略）正如你们所说，我曾是美帝间谍。一切都是我主使的，南劳党干部完全没有责任。他们都是为祖国解放统一和社会主义革命事业日夜工作的正直爱国者。不管要把什么样的罪刑加在我身上，我都甘愿接受，请原谅无辜的南劳党干部，再三拜托。

## 後續

### 國內派被肅清

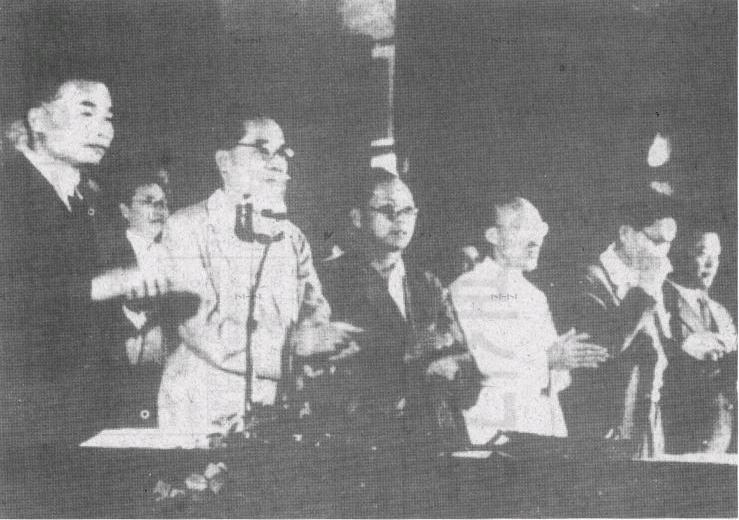
基於擁有較高的教育水平，白南雲（最左）是少數未遭肅清的國內派官員。

在處決朴憲永等人後，金日成展開針對國內派的大清洗。當時，金日成把國內派的官員分為三類。第一類為有利用價值，且沒有顯露叛變跡象的人，他們在接受思想教育後就得以返回政府工作，例子有教育部長白南雲；另一類是沒有利用價值也沒有顯露反動跡象的人，他們會被送到農場勞動；最後一類則為如宣傳部長朴甲東等沒有利用價值又有影響力的人，他們會被監禁一段時間。

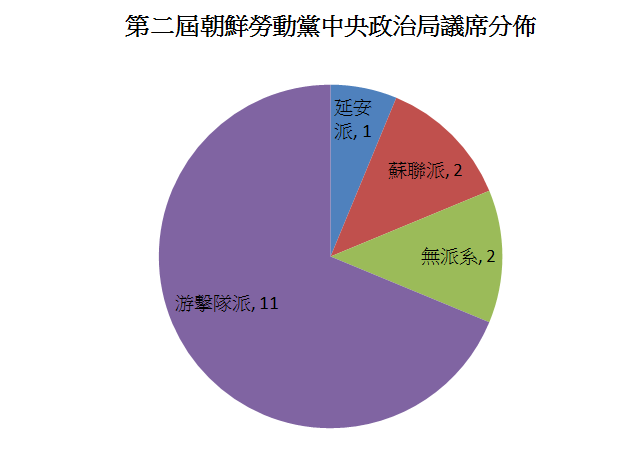
1950年代，國內派的勢力已被瓦解。至1961年的第二屆政治局選舉中，國內派未能取得任何席位。

此外，由國內派所管理的金剛政治學院也被取締，全體的師生被逮捕。一些殘餘的國內派人，比如金應彬、朱寧河、張時雨、金五成、安基成和金光洙等被撤銷其黨中央委員會委員職務及黨籍，權五稷則被撤去候補委員職務和黨籍。至此，國內派的勢力已被瓦解。
時至今日，平壤政府一直視朴憲永等人為反動和宗派份子。2013年12月，在朝鮮勞動黨中央政治局委員張成澤被處決後，朝鮮中央電視台就把張成澤比喻為「像李承燁、朴憲永一黨那樣應該接受歷史最嚴峻審判的極惡宗派勢力」。

### 觸發八月宗派事件
金日成大幅清洗國內派人，又清算武亭和許歌誼，這都引起了延安派和蘇聯派改革份子的恐懼情緒，加上受去斯大林化風潮影響，這些的官員漸漸對金日成進行個人崇拜和他所推行的經濟政策深感不滿:155-156。1956年6月，他們趁金日成出訪東歐期間部署一場宮殿式政變，是為八月宗派事件 :183。最終，該政變以失敗收場，金日成後借機除去延安派和蘇聯派，實行更強硬的統治，並間接奠定了金氏家族對朝鮮長久的獨裁統治。

## 質疑
由於審判期間出現眾多的不公平和漏洞，不少學者對於朴憲永等人的控罪表示懷疑。朝鮮史家安德烈·兰科夫在其著作中指出多個的矛盾之處，他質疑哈羅德·諾貝爾和約翰·里德·霍奇等人的政治地位有限，根本不足以參與指使他人從事間諜、發動政變的任務:95。更重要的是，哈羅德·諾貝爾當時不在朝鮮半島，而是身在日本渡假，故此他不可能與李承燁有過接觸:95。至於控方宣稱朴憲永等人暗地成立的金剛政治學院其實是由平壤政府通過決議而建立的:95。因此，蘭科夫批評整個審判實為一場鬧劇:100。
夏威夷大學朝鮮半島研究院長徐大肅也指出，約翰·里德·霍奇是反共主義者，在朴憲永投奔朝鮮前，他曾多次打壓共產主義在韓國的傳播，又下令逮捕朴憲永等人，因此指霍奇與朴憲永等人通串並不可信:132。同時，徐大肅又繼續指主審李承燁案的法官是完無法律背景的崔庸健，陪審團又是金日成的親信，可見這審判是不公平的:134。而9名上庭指證李承燁企圖謀反的也是追隨他多年的支持者，因此他們很有可能是在非自願的情況下當證人:135。綜合這些的觀點，徐大肅相信這兩場審判只不過是作秀審判，借機除去國內派。